# Rudolf Friedrich

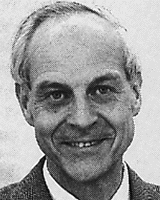

Rudolf Friedrich (Winterthur, 4 juli 1923 - 15 oktober 2013) was een Zwitsers politicus.
Friedrich was de zoon van een kinderarts. Friedrich ontving zijn elementaire en middelbare opleiding in Winterthur. Daarna studeerde hij aan de Universiteit Zürich. In 1947 promoveerde hij als doctor in de rechten. Na het behalen van zijn doctorstitel opende hij een advocatenkantoor.
Van 1962 tot 1975 was Friedrich voor de Vrijzinnige-Democratische Partij (FDP) lid van de gemeenteraad van Winterthur. Van 1967 tot 1977 was hij lid van de Kantonsraad van Zürich. In 1975 werd Rudolf Friedrich voor de FDP in de Nationale Raad gekozen. Hij bleef tot 1982 in de Nationale Raad.
Als lid van de Nationale Raad stelde Friedrich zich kritisch op tegen de opkomende vredesbeweging en was hij voorstander van een sterke landsverdediging.
Op 8 december 1982 werd hij in de Bondsraad gekozen. Hij bleef lid van de Bondsraad tot 20 oktober 1984. Hij beheerde het Departement van Justitie en Politie.
Als minister van Justitie en Politie sloot hij het kantoor van het Sovjet-Russische persagentschap Novosti. Hij kreeg als minister ook te maken met de asielproblematiek die in de jaren 80 in Zwitserland voor de nodige problemen zorgde.
Friedrich probeerde tijdens zijn ministerschap de publieke opinie te keren ten gunste van een door hem gewenst lidmaatschap van Zwitserland van de VN. Hij wist het publiek echter niet te overtuigen.
Na zijn aftreden (om gezondheidsredenen) bleef hij zich inzetten voor toetreden van Zwitserland tot de VN.